# Pedro Cubilla
Pedro Ramón Cubilla (ur. 25 maja 1933 w Paysandú, zm. 16 marca 2007 w Montevideo) – piłkarz urugwajski, pomocnik. Brat Luisa Cubilli.
Jako piłkarz klubu Rampla Juniors był w kadrze Urugwaju na finały mistrzostw świata w 1962 roku, gdzie Urugwaj odpadł w rundzie grupowej. Cubilla nie zagrał w żadnym z trzech meczów.